# Cymothoe rubescens
Cymothoe rubescens är en fjärilsart som beskrevs av Holland 1920. Cymothoe rubescens ingår i släktet Cymothoe och familjen praktfjärilar. Inga underarter finns listade i Catalogue of Life.